# Svenska serier som blivit film
De första svenska serierna som blivit film kom under 1940-talet. Sedan mitten av 1900-talet har ett antal "traditionella" humorserier blivit långfilm eller TV-serie. Senare har även ett antal barn- och ungdomsserier synts på vita duken eller på TV.

## Historik
Bland de serier som blivit spelfilm i långfilmsformat finns framför allt 91:an, som blivit film åtta gånger från 1946 (91:an Karlsson. "Hela Sveriges lilla beväringsman") till 1977 (91:an och generalernas fnatt). Gus Dahlström, Curt Åström, Stig Grybe och Staffan Götestam har alla axlat huvudrollen.
Andra exempel inkluderar 47:an Löken (47:an Löken och 47:an Löken blåser på, med Lars Kühler i titelrollen), Biffen och Bananen (Biffen och Bananen, Klarar Bananen Biffen?, och Blondie, Biffen och Bananen, med Åke Grönberg som Biffen och Åke Söderblom som Bananen), Påhittiga Johansson (filmen med samma namn med Åke Grönberg som Johansson), Kronblom (Kronblom och Kronblom kommer till stan, med Ludde Gentzel i huvudrollen), och Harald Handfaste (Harald Handfaste, med George Fant som Harald).
Även Åsa-Nisse och Lilla Fridolf, som började som figurer i noveller respektive radioprogram, har fått liv på filmduken. John Elfström spelade Nisse i Åsa-Nisse från 1949 och ytterligare 18 filmer fram till 1968, varefter också Arne Källerud och Kjell Bergqvist axlat rollen. Douglas Håge porträtterade Fridolf i Lille Fridolf och jag och ytterligare tre filmer under 1950-talet.
Måns Gahrton och Jonas Unenges Eva och Adam och Livet enligt Rosa har såväl blivit tv-serier som långfilmer. Ellen Fjæstad och Carl-Robert Holmer-Kårell spelade titelrollerna i Eva & Adam och Eva & Adam – fyra födelsedagar och ett fiasko, och Anna Ryrberg spelade Rosa i Livet enligt Rosa och Rosa: The Movie.
Bland de serier som blivit animerad film, huvudsakligen kortfilm och tv-serier märks Babsan, Bobo, Felix, Goliat och Rocky. Bamse intar en särställning i det att de första Bamse-filmerna (där även Pellefant medverkar) producerades parallellt med de första avsnitten av den tecknade serien. En animerad långfilm, Bamse och tjuvstaden, hade biopremiär i januari 2014. Andra filmer om Bamse som har visats på bio är Bamse och häxans dotter (2016), Bamse och dunderklockan (2018) och Bamse och vulkanön (2021). 
2011 producerade SVT Rim & reson, "en julkalender för vuxna" innefattande 24 animerade kortfilmer på cirka en minut vardera, baserade på serier och skämtteckningar av Sara Granér, Nina Hemmingsson, Martin Kellerman, Ulf Lundkvist, Jan Stenmark och Liv Strömquist.